# Fra Diavolo (rövarhövding)

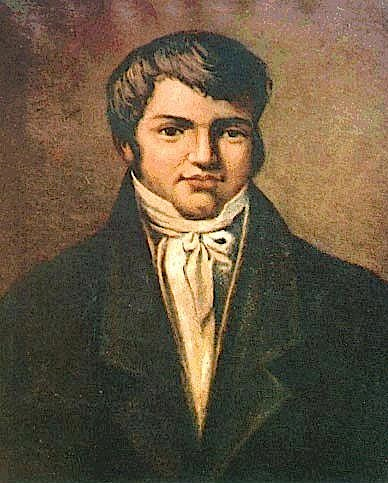
Fra Diavolo Michele Pezza

Fra Diavolo (italienska "broder djävul"), var ett binamn på rövarhövdingen Michele Pezza, född 7 april 1771 och död 11 november 1806.
Fra Diavolo var chef för ett neapolitanskt rövarband, och blev vid fransmännens infall i Neapel 1799 benådad från dödsstraffet och utnämndes till överste i Ferdinands tjänst. Med sitt band förde han ett verksamt gerillakrig i den franska härens rygg, tills han slutligen 1806 infångades och hängdes i Neapel. Fra Diavolo blev hjälten i flera sagor och visor samt motivet i Aubers opera Fra Diavolo.